# Condado de Autun
O condado de Autun, na região da Borgonha, é um dos primeiros condados mencionados em antigas fontes históricas. O primeiro conde foi Teodorico I, cuja orígens,pela escassês de dados, não é satisfatoriamente conhecida. Os dados obtidos não são definitivos, entretanto se o tem como um nobre, relacionado à linhagem Carolíngia, como um descendente do nibelúngida Quildebrando. A precisão em estabelecer a genealogia representa um problema como o é em todos os condados merovíngios e carolíngios.

Brasão de armas dos Condes de Autun.

Os descendentes de Teodorico I continuaram na linhagem dos condes de Autun até que o marquês de Bernardo de Septimânia o perdeu em 830. Assim desde ano até o ano de 864, nenhum registro foi encontrado e que fizesse referência ao condado. Neste ano (864) Bernardo Plantevelue, filho do precedente Bernardo. A possessão do condado foi disputada por Boso, rei da pequena Provença, em 870. Ele instalou seu irmão Ricardo, um pequena duque da Borgonha, como Conde de Autun. Após a morte do duque Ricardo em 921, o condado de Autun continuou a ser comandado pelos duques de Borgonha.

## Lista fragmentada dos condes de Autun

### Casa dosGuilhérmidas
- (742 e 750) -  Teodorico I, descendente de Bertrada de Prüm, esposo de Alda da França, filha de Carlos Martel.

### Dinastia nibelúngida
- (796-827/836) - Quildebrando III, filho de Quildebrando II e irmão de Nibelungo III, conde em 818 e de Teodeberto, conde de Madri (802-822). Quildebrando II, pai de Quildebrando II, era irmão de Nibelundo II, filho de Nibelungo I e neto de Quildebrando I, de onde veio o nome da dinastia nibelúngida. Este por sua vez (Quildebrando I), era irmão de Carlos Martel e filho de Pepino de Herstal.

### Casa dosGuilhérmidas
- (782-804) - Téoden, filho de Teodorico I. Téoden era irmão de Berta, esposa de Nibelungo II
- (???) - Teodorico II, filho de Téoden
- (815?-826) - Teodorico III († 826)
- (826-830) - Bernardo de Septimânia 835-844 (Bernardo I de Toulouse, filho de Guilherme I de Toulouse "o Santo")Brasão dos guilhérmidas / Condado de Toulouse

Brasão dos guilhérmidas / Condado de Toulouse

- (830-832) - Bernardo de Septimânia
- (835-837) - Bernardo de Septimânia
- (837-853) - Guerino ( † 853)
- (853-858) - Isembart, filho de Warin e de Abba (filho provável de Téoden)
- (858-861) - Bernardo I Plantevelue (841 † 886), neto de Guilherme de Gellone, filho de Guilherme de Septimânia (844-849), conde de Agen. Bernardo Plantevelue casou-se com Ermergarda de Chalon (850-881) e foi pai de Guilherme I da Aquitânia, "O piedoso" (875-918), conde de Auvergne e duque Aquitânia, casado com Engelberga, filha de Boso da Provença, rei da Provença e da Borgonha Cisgiurana e de Hermengarda, filha única do Imperador Luís II da Germânia.
- (861-866) - Roberto o Forte
- (868-872) - Bernardo II o Velho, filho de Quildebrando III
- (872-873) - Bernardo I Plantevelue (841 † 886), outra vez
- (873-876) - Echardo, filho de Quildebrando III
- (876-878) - Bernardo de Gótia († ap.879), marquês de Gótia
- (878-879) - Teodorico IV o Tesoueiro, irmão de Ecchardo
- (879-880) - Boso († 921), rei de Provença

## Lista dos duques da Borgonha

### Casa dosBosonidas
- (880-921) - Ricardo de Autun, o Justiceiro, irmão de Boso, recebeu o novo título de duque da Borgonha do rei Luís III de França

Posteriormente, o condado de Autun foi anexado ao ducado da Borgonha.